# 北大年苏丹国
北大年苏丹国是15-18世纪马来半岛一个古国。明代张燮《东西洋考》称之为大泥，清代谢清高《海录》作太呢。北大年苏丹国建国于1474年前后，1902年为暹罗所灭，後來被分而治之成現在的泰南三府。

## 起源
北大年苏丹国的创建历史已不可考，但有许多民间传说。
根據明代张燮《东西洋考》記載：「（北宋神宗）元豐五年，王錫理麻喏復遣使貢方物」，但很快大泥受到南印度的朱羅王朝入侵。
根据成书于1612年的《马来纪年》记载，曾有一个名为Koda Mahalingai 的宫堡，国王名罗苏梨花门。暹罗王子昭室利盘沙，率兵攻陷。昭室利盘沙命堪舆家选择吉地建筑宫殿，堪舆家找到一处海滨吉地，有渔夫茅舍一间，渔夫之子名为大泥(Tani)，其父人称爸大泥（Patani），建城堡名之为Patani（北大年）。据许云樵考证，时在1474年前后。。

## 历史
大约在1588年至1627年期间，北大年王国由女王即位后进入全盛时期。明张燮《东西洋考》《大泥考》记载：
万历年间（1573-1619），国王病卒，无子，族众争立，国中相诛杀俱净，乃立其女为王。

1614年英国东印度公司给万丹总办的信件记载
此乃一古国，常朝宗暹罗王，现在为一女王统治，她是前王之女，现年约三十。政治修明，外侨不感麻烦
女王当政时代是北大年王国繁荣昌盛的黄金年代，当时正逢马六甲苏丹国被葡萄牙人占领，实现苛政，无论西方殖民者或當地土著居民都畏惧葡萄牙殖民政权。而柔佛立国不久，政治不稳定，商人不愿前往。唯独北大年王國，人口昌盛，商贾云集，凡中国、荷兰、日本、葡萄牙、英国等国商人，无不聚集北大年进行贸易，北大年成为当时马来半岛的大都会，远非半岛上其他都市可以比肩。孟加拉和马六甲商人，运衣料到北大年贩卖，爪哇运来檀香，婆罗洲贩来龙脑香，蜜蜡换取铜铁和钢，暹罗运来金铅和米粮，换取各色布料占城和真腊运来沉香，中国运来丝绸，花缎，瓷器，铜铁器皿等，换取胡椒，黄白檀香，皮革，象牙和水牛角。
北大年王国王族曾同柔佛苏丹国和彭亨有过姻亲关系，卻反而引来彼此间的不和睦，以致兵戎相见。柔佛苏丹阿都·玛雅·沙曾使王子入赘北大年，並让胞弟入住宫内。后来苏丹的胞弟与嫂嫂私通，结果双双被王子杀害；北大年王国最后也杀掉王子女婿，柔佛和北大年因此结下心结。柔佛苏丹阿都拉·查理·沙三世曾为此请求荷兰消滅北大年，为兄报仇，但荷兰人在北大年的投资比柔佛大3倍，因此拒绝柔佛的请求。彭亨苏丹曾娶北大年女王的妹妹，在多年以后，女王思念其妹，但彭亨不让回国，随后北大年女王领兵南下接领其妹。此时，彭亨正遭柔佛攻打，国破家亡，彭亨苏丹只好随北大年军队北上，並在居留期间被奚落。
北大年通行马来语（包括北大年-馬來語方言）、暹罗语（泰語）以及華語。当时在北大年的暹罗男子，常以二三颗银丸镶入阴茎。北大年土地肥沃，鸡每天下蛋两个，国中粮食丰收，凡米，牛羊鸡鹅鸭野兔和猎物，应有尽有，盛产红毛丹、香蕉、石榴、柑橘等水果，海产有龙虾和牡蛎；还出产药材、五金和宝石。国中房屋，多为竹造。宫殿有木栅围绕，回教堂以砖造，内壁涂金，有大立柱，上刻经文，中间是雕刻涂金的经坛。。
进入19世纪，暹罗加强了对北大年的控制，1902年，末代苏丹东姑·阿卜杜勒·卡迪尔·卡马鲁丁被泰王朱拉隆功废黜，北大年苏丹国自此灭亡，并为北大年府取代。

## 历代苏丹
- Rajah Kuruth Maha Chan
- Piatu Antara
- Sultan Ismail Shah
- Muzaffar Shah
- Patek Shah
- Bahadur
- Rajah Ijo
- Paduka Sha Alam
- Kuning 女王。[9]。